# أشلي يونغ
أشلي سيمون يونغ (بالإنجليزية: Ashley Simon Young)‏ (مواليد 9 يوليو 1985 في هارتفوردشير، إنجلترا) هو لاعب كرة قدم إنجليزي، يلعب مع نادي إيفرتون الإنجليزي، وكان من ضمن الأسماء التي مثلت المنتخب الأنجليزي في كأس العالم 2018 بروسيا.

## مسيرته الكروية
بدأ مسيرته الكروية مع نادي واتفورد في عام 2002، ولعب معهم حتى عام 2007، وشارك معهم في 101 مباراة وسجل 20 هدف، ومنذ عام 2007 حتى 2011 لعب مع نادي أستون فيلا. وقع في 23 يونيو حزيران 2011 عقدا مع نادي مانشستر يونايتد عقدا لمدة 5 سنوات

### واتفورد
على الرغم من أنه ابتعد عن أكاديمية واتفورد بعد فترة لم تكلل بالنجاح، سعى يونغ لتحسين نفسه كلاعب وعرضت عليه في نهاية المطاف عقد احترافي من قبل النادي.
بدأ يونغ موسم 2006-07 في الدوري الممتاز مع واتفورد بشكل جيد، وسجل ثلاث مرات في الدوري، بما في ذلك هدف اللحظة الأخيرة في التعادل 3-3 مع فولهام (كان قد سجل أيضا هدف واتفورد الثاني في المباراة)، وهدف في مرمى ميدلسبره، في أول فوز له هذا الموسم في أكتوبر مع واتفورد.
وسجل أيضا ركلة حرة في كأس رابطة اندية المحترفين.
في فترة الانتقالات الشتوية يناير 2007، قدمت ثلاثة أندية العروض 5 ملايين جنيه إسترليني للاعب الدولي لتحت 21 عاما. رفض واتفورد هذه العروض، وكذلك (في 12 يناير 2007) عرضا 7 ملايين جنيه استرليني، مرة أخرى من نادي لم يكشف عن اسمه.
وقد قبل واتفورد عرضا محسن بنحو 10 ملايين جنيه إسترليني من وست هام يونايتد. ومع ذلك، رفض يونغ هذه الخطوة، واختار الانتظار لعروض من أندية لا تصارع على الهبوط.

### أستون فيلا
في 18 يناير 2007، قدم أستون فيلا عرضا بقيمة 8 مليون £ (ارتفع إلى 9,75 مليون £ مع إضافات)، وقبل النادي رسوم الانتقال. هذا سمح لمارتن اونيل ونادي استون فيلا لمناقشة الشروط الشخصية مع اللاعب.
بعد يومين أكد اونيل ان اللاعب وافق على الانضمام إلى النادي.
اشلي خضع لفحوص طبية في 21 يناير وتم تأكيد التوقيع في 23 يناير 2007.
في 31 يناير، سجل في أول مباراة له مع فيلا في سانت جيمس بارك ضد نيوكاسل يونايتد، ولكن خسر فيلا 3-1.
بدأ آشلي موسم 2007-08 بشكل جيد، وتلقي العديد من جوائز رجل المباراة، وساهم هذا في استدعاءه لصفوف منتخب بلاده.
في الدوري الممتاز لموسم 2007-08، انهى اشلي الموسم في المركز الثاني بعد سيسك فابريجاس في التمريرات الحاسمة (17).

### مانشستر يونايتد
يوم 23 يونيو 2011، أكمل اشلي يونغ الانتقال إلى مانشستر يونايتد مقابل مبلغ لم يكشف عنه، ورد أنه بين £ 15 مليون و 20 مليون جنيه استرليني، بعد أن اجتاز الفحوص الطبية قبل يوم واحد، متقدما على ليفربول للتوقيع مع الاعب. ووقع عقدا لمدة خمس سنوات مع النادي لمبلغ لم يكشف عنه.
تم تسليمه القميص رقم 18 الذي كان يرتديه بول سكولز.
لعب لأول مرة في الدوري مع مانشستر يونايتد ضد وست بروميتش البيون في 14 أغسطس 2011.
وسجل أول أهدافه مع مانشستر يوناتيد في 28 آغسطس في الفوز 8-2 ضد ارسنال على ملعب اولد ترافورد.
قام اشلي يونغ باول ظهور له في دوري أبطال أوروبا يوم 27 سبتمبر 2011، وسجل هدفا رأسيا في الدقيقة 90 لمساعدة مانشستر يونايتد في التعادل 3-3 ضد بازل.

### المسيرة الدولية
في 31 آغسطس 2007، دعا ستيف مكلارين يونغ إلى صفوف المنتخب الأول لأول مرة لمواجهة روسيا في التصفيات المؤهلة لكأس الامم الأوروبية 2008.
ودعاه مرة أخرى لتصفيات كأس الامم الأوروبية 2008 لمواجهة استونيا وروسيا.
في 16 نوفمبر 2007، قدم يونغ أخيرا أول مباراة دولية له، وجاء في الشوط الثاني كبديل لمنتخب إنجلترا في مباراة ودية ضد النمسا.
في 12 أكتوبر 2010، بدأ يونغ مباراته الأولى لانجلترا في تصفيات يورو 2012 ضد الجبل الأسود.
وسجل أول هدف دولي له في مباراة ودية خارج أرضه أمام الدنمارك يوم 9 فبراير عام 2011 في كوبنهاغن، والذي كان هدف الفوز.
وسجل اشلي أيضا مرة أخرى ضد سويسرا يوم 4 يونيو 2011، من تسديدة من على حافة المنطقة، بعد نزوله كبديل لفرانك لامبارد في الشوط الثاني.
يوم 26 مايو 2012، سجل اشلي الهدف السادس له، وكذلك هدفه الرابع على التوالي، في مباراة ضد النرويج.
أصبح أول لاعب كرة القدم إنجليزي منذ واين روني يسجل في أربع مباريات دولية متتالية.
آشلي لعب في كل مباريات إنجلترا الأربع في كأس الامم الأوروبية 2012، والتي انتهت بهزيمة في الدور ربع النهائي امام إيطاليا بركلات الترجيح.

## الاحصائيات

### المنتخب
آخر تحديث المباراة التي لُعِبَت في 11 يوليو 2018.
| المنتخب الوطني | السنة   | الظهور | الأهداف |
| -------------- | ------- | ------ | ------- |
| إنجلترا        | 2007    | 1      | 0       |
| إنجلترا        | 2008    | 3      | 0       |
| إنجلترا        | 2009    | 3      | 0       |
| إنجلترا        | 2010    | 4      | 0       |
| إنجلترا        | 2011    | 7      | 4       |
| إنجلترا        | 2012    | 9      | 2       |
| إنجلترا        | 2013    | 3      | 1       |
| إنجلترا        | 2014    | 0      | 0       |
| إنجلترا        | 2015    | 0      | 0       |
| إنجلترا        | 2016    | 0      | 0       |
| إنجلترا        | 2017    | 1      | 0       |
| إنجلترا        | 2018    | 8      | 0       |
| المجموع        | المجموع | 39     | 7       |

اعتبارًا من المباراة التي أقيمت في 11 يوليو 2018. أُدرِجَت نتيجة إنجلترا أولاً، ويشير عمود الهدف إلى النتيجة بعد كل هدف سجله يونج.
| No. | التاريخ        | الملعب                                          | Cap | ضد           | الهدف | النتيجة | المنافسة                     | مصدر.  |
| --- | -------------- | ----------------------------------------------- | --- | ------------ | ----- | ------- | ---------------------------- | ------ |
| 1   | 9 فبراير 2011  | ملعب باركن، كوبنهاغن، الدنمارك                  | 12  | الدنمارك     | 2–1   | 2–1     | ودية                         | [ 5 ]  |
| 2   | 4 يونيو 2011   | ملعب ويمبلي، لندن، إنجلترا                      | 15  | سويسرا       | 2–2   | 2–2     | تصفيات بطولة أمم أوروبا 2012 | [ 6 ]  |
| 3   | 6 سبتمبر 2011  | ملعب ويمبلي، لندن، إنجلترا                      | 17  | ويلز         | 1–0   | 1–0     | تصفيات بطولة أمم أوروبا 2012 | [ 7 ]  |
| 4   | 7 أكتوبر 2011  | ملعب مدينة بودغوريتسا، بودغوريتشا، الجبل الأسود | 18  | الجبل الأسود | 1–0   | 2–2     | تصفيات بطولة أمم أوروبا 2012 | [ 8 ]  |
| 5   | 29 فبراير 2012 | ملعب ويمبلي، لندن، إنجلترا                      | 19  | هولندا       | 2–2   | 2–3     | ودية                         | [ 9 ]  |
| 6   | 26 مايو 2012   | ملعب أوليفول، أوسلو، النرويج                    | 20  | النرويج      | 1–0   | 1–0     | ودية                         | [ 10 ] |
| 7   | 22 مارس 2013   | ملعب سان مارينو، سيرافالي، سان مارينو           | 28  | سان مارينو   | 4–0   | 8–0     | تصفيات كأس العالم 2014       | [ 11 ] |

## روابط خارجية
- أشلي يونغ على موقع الاتحاد الدولي (مؤرشف)  (الإنجليزية)
- أشلي يونغ على موقع الاتحاد الأوربي (الإنجليزية)
- أشلي يونغ على موقع قاعدة بيانات كرة القدم.إي يو (الإنجليزية)
- أشلي يونغ على موقع ليكيب (الفرنسية)
- أشلي يونغ على موقع ناشيونال فوتبول تيمز (الإنجليزية)
- أشلي يونغ على موقع Soccerbase.com (لاعب) (الإنجليزية)
- أشلي يونغ على موقع Soccerway.com (الإنجليزية)
- أشلي يونغ على موقع عالم كرة القدم.نت (الإنجليزية)
- أشلي يونغ على موقع AS.com (الإسبانية)